# NGC 848
NGC 848 (również PGC 8299) – galaktyka spiralna z poprzeczką (SBab), znajdująca się w gwiazdozbiorze Wieloryba. Odkrył ją Ormond Stone 11 grudnia 1885 roku, 1 listopada 1886 roku obserwował ją też Lewis A. Swift. Należy do tej samej grupy galaktyk, w skład której wchodzą cztery ciasno zgrupowane galaktyki (NGC 833, NGC 835, NGC 838 i NGC 839) skatalogowane pod nazwą Arp 318 w Atlasie Osobliwych Galaktyk oraz HCG 16 w katalogu Hicksona. NGC 848 jest galaktyką gwiazdotwórczą.